# 紐羅斯
紐羅斯（英語：New Ross）是愛爾蘭的一座城鎮，位於韋克斯福德郡的西南部，靠近基爾肯尼郡的邊界。紐羅斯位於愛爾蘭的“三姊妹河”之一，巴羅河的河畔。人口8,610人。

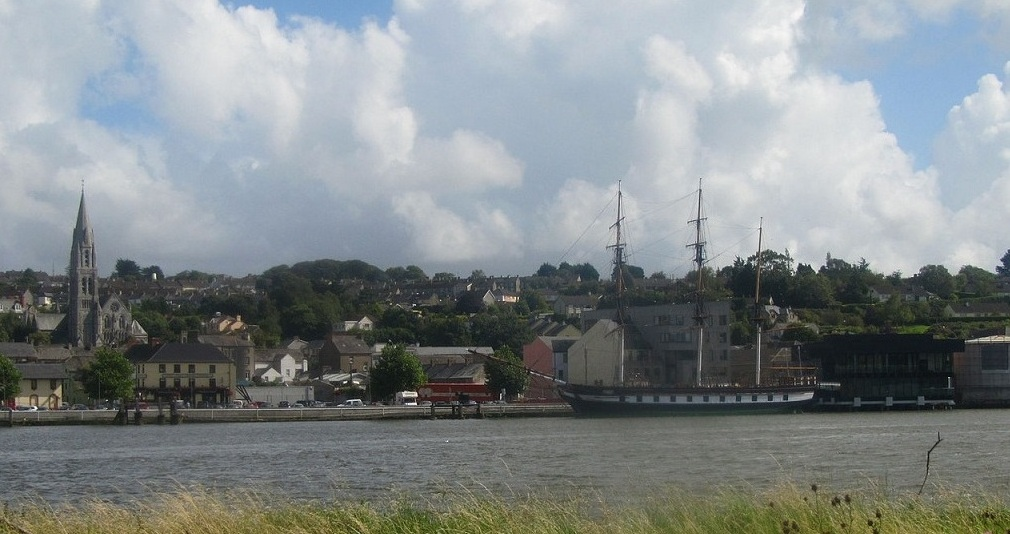
紐羅斯

紐羅斯的歷史可以追溯至十三世紀初，諾曼人將領威廉·馬歇爾在韋克斯福德一帶建立的防禦工事。1798年愛爾蘭起義期間，叛軍與保皇派曾在紐羅斯爆發流血衝突。